# Эзе, Патрик Фрайдей
Патрик Фрайдей Эзе (англ. Patrick Friday Eze, 22 декабря 1992, Кадуна, Нигерия) — нигерийский футболист, нападающий турецкого футбольного клуба «Кечиоренгюджю».

## Карьера
На родине Патрик играл за молодёжные команды «Аджия Бэйбс» и «Замфара Юнайтед», а затем переехал за границу в ивуарийский клуб «Африка Спортс» в 2011 году, и в свой первый сезон выиграл национальный чемпионат. Впоследствии, Патрик сыграл за клуб на этапе квалификации в африканской Лиге чемпионов 2012 года.
Летом 2013 года Эз переехал в Сербию и подписал контракт с клубом Суперлиги «Рад». Однако, уже в следующее зимнее трансферное окно 2014 года, отправился в «Напредак» (Крушевац). Тем не менее, в обоих клубах игроку себя проявить не удалось. Летом 2014 года Эзе подписал контракт с недавно повышенному в классе «Младост» (Лучани).